# Paris Motion Festival
Le Paris Motion Festival était un ensemble de festivités consacré à la mobilité et créé autour du Mondial de l'Auto 2020, organisé à Paris depuis 1898. Mais en raison de la Pandémie de Covid-19 en France la première édition en octobre 2020 est annulée. Le Paris Motion Festival n'aura jamais eu lieu. Le Mondial de l'Auto - Paris et Equip Auto annoncent leur partenariat pour l'édition 2022 ; il s'agit de la Paris Automotive Week qui remplacera le Paris Motion Festival en réunissant les deux salons Mondial de l'auto 2022 et Equip Auto 2022 pour une semaine d'événements automobiles,.

## Présentation
En janvier 2019, la Plateforme de l'automobile (PFA) a dénoncé le contrat la liant à AMC Promotion, la société organisatrice du Mondial de l'automobile de Paris depuis plus de trente ans. Luc Chatel, président de la PFA, annonce vouloir trouver un partenaire qui soit un grand organisateur de salon au niveau mondial, pour l'adosser à AMC Promotion, et organiser ensemble le prochain Mondial de 2020.
Le 15 mai 2019, Luc Chatel et Frédéric Bedin (président du groupe Hopscotch) annoncent avoir signé un accord de partenariat pour l'organisation du salon parisien. Pour l'édition 2020, le Mondial se réorganise autour d'un triptyque : 
- le Mondial Paris Motor Show 2018 avec le Mondial de l'automobile et le Mondial de la moto,
- le Movin'On Paris, écosystème en faveur de la mobilité durable,
- le Festival hors les murs, événements organisés hors du Parc des Expositions de la porte de Versailles[6] comme un dîner de prestige au Grand Palais ou des centres d'essais de véhicules (électriques, autonomes, nouvelles solutions de mobilité...).

Juste avant l'ouverture du salon de Francfort 2019, où de nombreux constructeurs ont fait défection comme au salon de Genève en mars, les organisateurs annoncent la réorganisation de la communication des différents événements autour de la mobilité sous le nom Paris Motion Festival, et la nomination de Serge Gachot comme commissaire du salon en remplacement de Jean-Claude Girot. Le Paris Motion Festival emboîte le pas du salon de Genève qui se réorganise aussi pour son édition 2020 et se recentre sur la mobilité.
Le Mondial Women et Mondial de la moto qui sont apparus lors de l'édition 2018 du Mondial de l'Auto devaient être reconduits et intégrés au Paris Motion Festival.
Au parc des expositions, le Mondial Paris Motor Show se recentre sur le pavillon 6 et les halls 5 et 4 et délaisse l'historique Pavillon 1. Néanmoins, la première édition du Paris Motion Festival est bouleversée en raison de l'expansion de l'épidémie de maladie à coronavirus COVID-19 mettant à mal l'économie et les finances des constructeurs automobiles mondiaux. Ainsi, le Mondial de l'Automobile est annulé le 30 mars 2020.

### Mondial Paris Motor Show

#### Mondial de l'auto
Pour l'édition 2018, le Mondial de l'auto de Paris évolue et revoit son organisation afin de conserver son statut de premier salon mondial automobile en termes de fréquentation (1 068 194 visiteurs pour cette édition). La manifestation se concentre sur onze jours au lieu de seize, et comprend deux week-ends au lieu de trois.
Pour l'édition 2020, le Mondial de l'auto devait se dérouler du 1er au 11 octobre pour le grand public et les 29 et 30 septembre étaient consacrés aux journées presse. Le salon n'ouvre pas ses portes en 2020, ce qui n'était pas arrivé depuis la Seconde Guerre mondiale, mais cette fois pour des raisons économiques, les constructeurs automobiles étant grandement affectés par le ralentissement économique dû à l'épidémie de maladie à coronavirus COVID-19 dans le monde.
L'annulation du Mondial 2020 a pour conséquence le licenciement de l'équipe organisatrice d'AMC Promotion en mai 2020 par les actionnaires d’Hopscotch et de la PFA.

#### Mondial de la moto

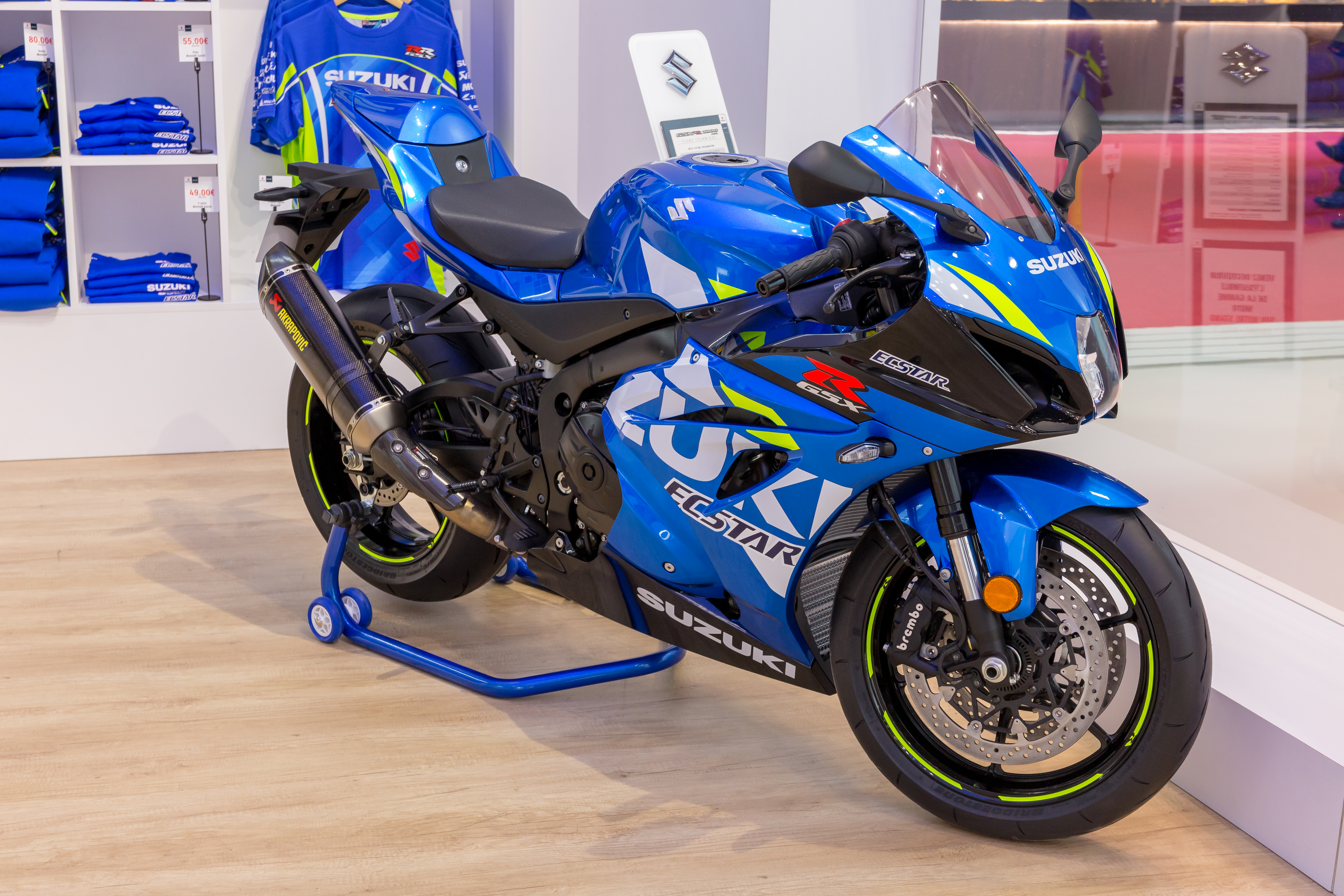
Mondial de la Moto 2018

À partir de 2018, avec la création du Mondial Paris Motor Show, la moto fait son grand retour sur le salon parisien, comme de 1901 à 1986, avec un pavillon 3 qui lui est entièrement consacré, regroupant constructeurs et accessoiristes. En 2020, le Mondial de la moto devait quitter le Pavillon 3 et rejoindre le rez-de-chaussée du Pavillon 5 mais comme le Mondial de l'Automobile, il est annulé.

### Movin’On Paris
Le Mondial de la Mobilité crée en 2018 et remplacé par le Movin’On Paris.
Depuis 2017, le Sommet Movin'On (écosystème en faveur de l'écomobilité) crée en 1998 par Michelin, est organisé par C2 à Montréal et rassemble plus de 5 000 professionnels au Canada. 
Le Movin’On Paris a pour objectif de présenter les nouveaux usages, acteurs et services de la mobilité en réunissant réunit les acteurs de la mobilité, de l’innovation, des pouvoirs publics, ainsi que diverses ONG.

### Festival hors les murs
Le Festival hors les murs, comme son nom l'indique, présente des événements organisés hors du Parc des expositions, dans la capitale, avec :
- des centres d’essais de véhicules et de nouvelles solutions de mobilités, avec un centre d'essais de véhicules électriques à Issy-les-Moulineaux[8] ;
- des démonstrations de véhicules autonomes ;
- un dîner de prestige au Grand Palais ;
- un événement destiné à la formation et au recrutement dans l’automobile et la mobilité.

#### Mondial Women
Le Mondial Women est un label pour la promotion du rôle des femmes dans l’automobile, la moto et la mobilité, associé aux organisations dans le domaine automobile tels que le Comité des constructeurs français d'automobiles (CCFA), le Conseil national des professions de l'automobile (CNPA) ou encore l'École supérieure des techniques aéronautiques et de construction automobile, et bien d'autres. Apparu en 2018, cet événement destiné aux femmes évolue dans le prolongement de la première édition.